# مگس‌های فانوس
مگس‌های فانوس(نام علمی: Fulgoridae) نام یک تیره از بالاخانواده گیاه‌پر است.